# Tonderzwambreedvoetvlieg
De tonderzwambreedvoetvlieg (Agathomyia wankowiczii) is een vliegensoort uit de familie van de breedvoetvliegen (Platypezidae). De wetenschappelijke naam van de soort is voor het eerst geldig gepubliceerd in 1884 door Schnabl als Callomyia wankowiczii. De vlieg komt voor in het noorden van Azië en in Europa, inclusief Nederland. De soort vormt tepelgallen aan de onderkant van de platte tonderzwam.